# Blancheur (machine)
Pour les articles homonymes, voir Blancheur.
Un blancheur est une machine utilisée dans l'industrie agroalimentaire pour réaliser le blanchiment des fruits et légumes. Cette action est un traitement thermique qui a pour but de limiter les enzymes à l'origine de la dégradation des produits à transformer, ce qui permet de préserver au mieux leur aspect, leur couleur, leur saveur et leur texture.
Il existe deux principaux types de blancheurs : le blancheur à tapis et le blancheur à vis,.